# Piispankylä
Piispankylä  est un quartier du district de Kivistö de Vantaa en Finlande,.

## Description
Le quartier de Piispankylä borde le Vantaanjoki à l'est, le Kehä III au sud et Hämeenlinnanväylä à l'ouest.
Au nord, la limite du quartier Piispankylä longe actuellement Riipiläntie et se poursuit par la ceinture périphérique ferroviaire jusqu'au Vantaanjoki.
Les quartiers voisins de Piispankylä sont Vantaanlaakso au sud, Myllymäki à l'ouest, Kivistö et Lapinkylä au nord, ainsi que Viinikkala à l'est de l'autre côté du Vantaanjoki.
Piispankylä a deux zones commerciales: la zone commerciale Åby le long de Vanha Nurmijärventie et la plus récente, développée dans les années 1980 et 1990, la zone commerciale de Piispankylä à l'est de Vanha Hämeenlinnantie.
La ligne Kehärata a été construite à la périphérie nord de Piispankylä entre 2009 et 2015, ainsi que le prolongement de la Tikkurilantie, qui traverse le fleuve Vantaanjoki.
Les parties orientales de Piispankylä sont des terres agricoles cultivées, qui appartiennent pour la plupart a la vallée du Vantaanjoki classée paysage précieux à l'échelle nationale en Finlande.
Plus à l'ouest, le terrain est plus boisé et s'élève au-dessus de la vallée fluviale.

## Galerie

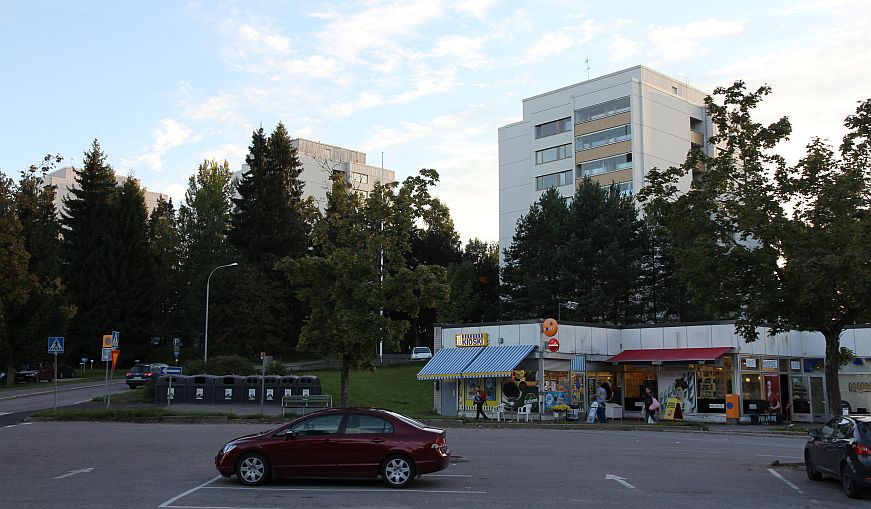
Centre commercial de Vantaanpuisto et tours d'habitation.
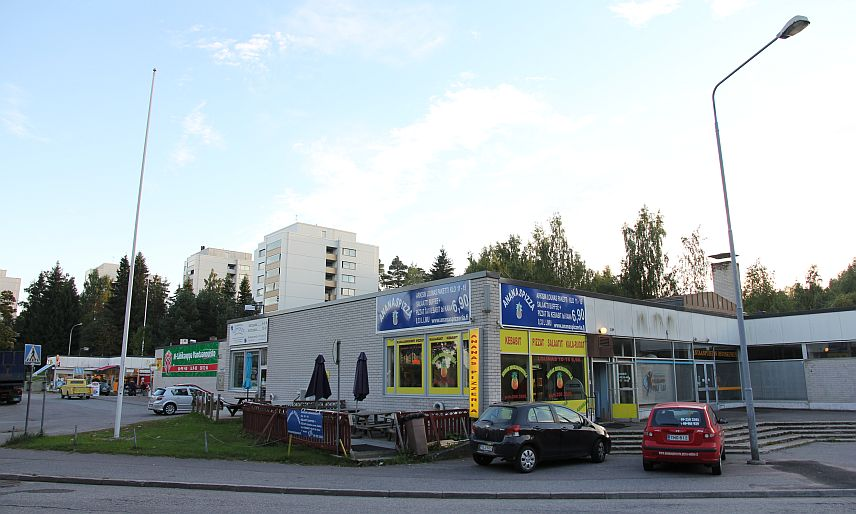
Centre commercial de Vantaanpuisto.

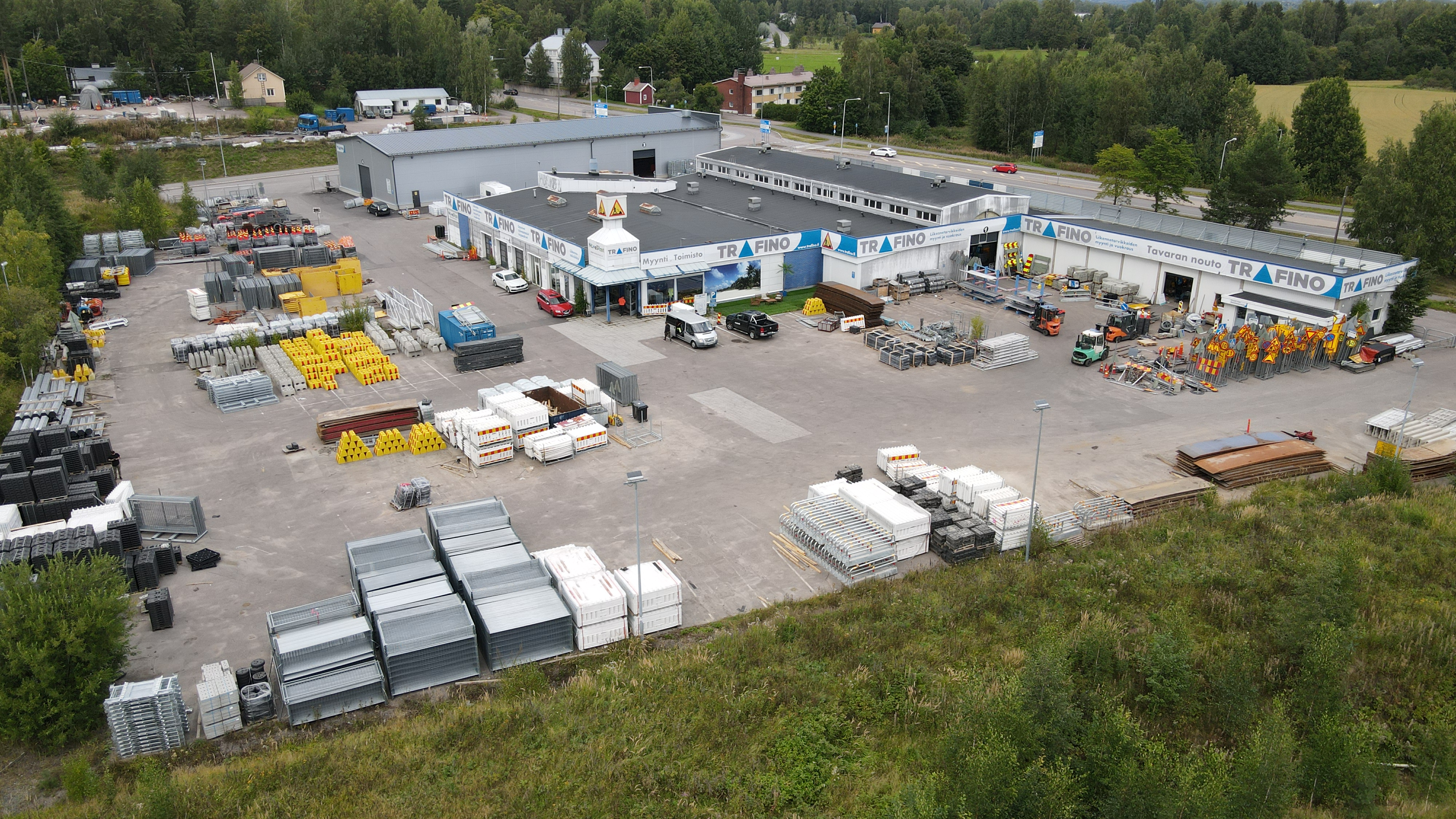
Siège social et entrepôt de Trafino oy.
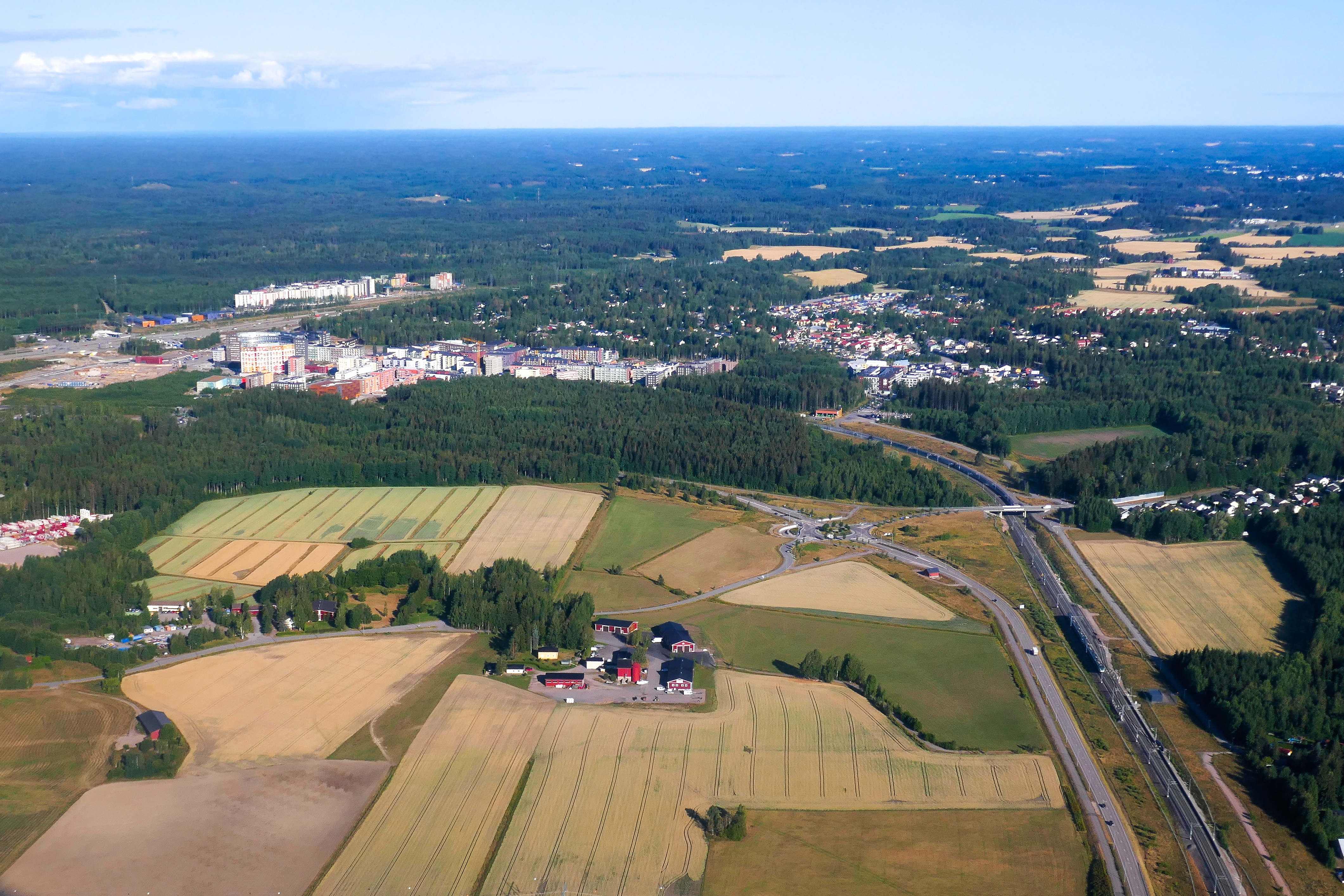
Champs de Piispankylä.